# Molophilus (Molophilus) appendiculatus
Molophilus (Molophilus) appendiculatus is een tweevleugelige uit de familie steltmuggen (Limoniidae). De soort komt voor in het Palearctisch gebied.